# アドナン・ウグル
アドナン・ウグル（Adnan Ugur、2001年6月28日 - ）は、ベルギー・ディースト出身のサッカー選手。ファティ・カラギュムリュクSK所属。ポジションはMF。

## クラブ経歴
2019年6月21日、フォルトゥナ・シッタートと2年間のプロ契約を結んだ。8月3日のエールディヴィジAZアルクマール戦でプロデビューを果たした。
2021年9月6日、ファティ・カラギュムリュクSKにレンタル移籍。その後ファティ・カラギュムリュクが買い取りオプションを行使し、完全移籍となった。

## 代表経歴
トルコ出身の両親の下、ベルギーで生まれたが、代表ではベルギーを選択した。